# Indice di Laakso-Taagepera
L'indice o formula di Laakso-Taagepera è un indice di diversità usato nell'ambito della scienza politica per misurare il "numero effettivo di partiti" tenendo conto dei voti che questi riescono a raccogliere alle elezioni o i seggi che hanno in parlamento. Venne proposto nel 1979 da Markku Laakso (un medico) e Rein Taagepera (un politologo).
Definito come
{\displaystyle I_{LT}=N={\frac {1}{\sum _{i}{p_{i}^{2}}}}}
dove {\displaystyle p_{i}} indica la frazioni di seggi o di voti di ogni singolo partito.
Corrisponde al reciproco dell'indice di concentrazione di Simpson λ' ovvero all'esponenziale dell'indice di diversità di Simpson D'.
Viene preferito all'indice di frammentazione di Rae-Taylor F
(dal quale è legato dalla semplice relazione N=1/(1-F)) in quanto meno astratto e più simile come risultato immediato ad una idea di numero di partiti.
Indicando con {\displaystyle I_{G}} l'indice di eterogeneità di Gini, allora l'indice di Laakso-Taagepera {\displaystyle I_{LT}={\frac {1}{1-I_{G}}}} ovvero {\displaystyle I_{G}=1-{\frac {1}{I_{LT}}}}

## Caratteristiche
Qualora ci sia un unico partito che raccoglie voti, allora l'indice N assume correttamente il valore 1.
In presenza di due grandi partiti (p.es. uno con il 50% e l'altro con il 45%) accompagnati da pochi partiti (diciamo 5, ciascuno con l'1%),
l'indice si avvicina di più al valore 2 che non la semplice somma dei partiti e partitini. Nell'esempio 2,2 invece che 7.